# Carcinophora percheroni
Carcinophora percheroni är en tvestjärtart som först beskrevs av Guérin och Achille Rémy Percheron 1838.  Carcinophora percheroni ingår i släktet Carcinophora och familjen Carcinophoridae. Inga underarter finns listade i Catalogue of Life.